# Philippe François de Berghes
Philippe François de Berghes (7 septembre 1646 –1 Bruxelles, le 12 septembre 1704.) est un diplomate et général au service des Pays-Bas espagnols. Il est le premier prince en titre de Grimbergen.

## Famille
Cinquième enfant d'Eugène de Berghes, 2e comte de Grimbergen, et de Florence-Marguerite de Renesse, dame de Feluy et d'Écaussinnes, il était issu de la Maison de Glymes. Son grand-père maternel, René de Renesse, était de la lignée d'Henri III de Nassau-Breda. Aîné de Georges-Louis de Berghes, il succéda à son père en tant que comte de Grimbergen. il possédait deux châteaux : celui de Grimbergen, hérité de son père, et celui de Feluy, hérité de sa mère.
En 1674 il épousa Marie-Jacqueline de Lalaing, qui lui donna trois enfants. Son fils Alphonse Dominique François de Berghes, sera le 2nd Prince de Grimberghen titré Grand d'Espagne.

## États de service
Berghes servit dans l'Armée des Flandres, d'abord comme colonel d'un régiment de Wallons au service du roi Charles II d'Espagne, avant d'être promu en 1684 général et conseiller militaire. Le 23 mai 1686, en reconnaissance de 20 ans de service sous sa bannière, le roi d'Espagne l’éleva au rang de prince. Le 17 mars 1694 il fut créé Chevalier de la Toison d'Or, et décoré par l'Électeur de Bavière.
En 1688, il fut dépêché comme émissaire vers Jacques II d'Angleterre pour le féliciter de la naissance du Prince de Galles. En 1693, il s'acquitta d'une mission similaire auprès de la cour de Danemark.
En 1690, il était nommé gouverneur et stathouder du comté de Hainaut: c'est à ce titre qu'il eut à assurer la défense de Mons au cours du siège de 1691. Il fut ensuite (17 avril 1695) nommé gouverneur militaire de Bruxelles, et se chargea d'organiser la défense de cette place au cours du Bombardement de Bruxelles à la fin de 1695.